# قرار مجلس الأمن التابع للأمم المتحدة رقم 1068
قرار مجلس الأمن التابع للأمم المتحدة رقم 1068، المتخذ بالإجماع في 30 يوليو / تموز 1996، بعد التذكير بالقرارات السابقة بشأن إسرائيل ولبنان بما في ذلك القرارات 501 (1982)، 508 (1982)، 509 (1982) و520 (1982)، وكذلك دراسة تقرير الأمين العام بطرس بطرس غالي حول قوة الأمم المتحدة المؤقتة في لبنان (اليونيفيل) المعتمدة في القرار 426 (1978)، قرر المجلس تمديد ولاية اليونيفيل لستة أشهر أخرى حتى 31 كانون الثاني 1997.
ثم أعاد المجلس التأكيد على ولاية القوة وطلب من الأمين العام مواصلة المفاوضات مع الحكومة اللبنانية والأطراف المعنية الأخرى فيما يتعلق بتنفيذ القرارين 425 (1978) و426 (1978) وتقديم تقرير عن ذلك.
ورحب بإنجاز تدابير التبسيط المتعلقة بقوة الأمم المتحدة المؤقتة في لبنان، وتم التشجيع على تحقيق المزيد من الوفورات، ولكن مع ملاحظة أنه لا ينبغي أن تتأثر القدرة التشغيلية للقوة.

## روابط خارجية
- نص القرار في undocs.org